# Metamodern Sounds in Country Music
| Совокупная оценка   | Совокупная оценка |
| Источник            | Оценка            |
| ------------------- | ----------------- |
| Metacritic          | 81/100            |
| Оценки критиков     |                   |
| Источник            | Оценка            |
| AllMusic            | [ 2 ]             |
| American Songwriter | [ 3 ]             |
| Blurt               | [ 4 ]             |
| Paste               | (9.2/10)          |
| Pitchfork Media     | (7.7/10)          |
| PopMatters          | (8/10)            |
| Rolling Stone       | [ 8 ]             |

Metamodern Sounds in Country Music — второй студийный альбом американского кантри-певца и автора Стерджилла Симпсона, вышедший 13 мая 2014 года на лейблах High Top Mountain и Loose Music. Продюсерами был Дэйв Кобб. В 2015 году номинировался на премию Грэмми в категории Лучший американа-альбом.
В 2022 году альбом был назван одним из лучших кантри-альбомов в истории и занял 25-е место в списке The 100 Greatest Country Albums of All Time журнала «Rolling Stone», а в январе 2025 года занял 43-е место в списке The 250 Greatest Albums of the 21st Century So Far.

## Об альбоме
Альбом получил положительные отзывы музыкальных критиков и интернет-изданий: Metacritic (81 из 100), AllMusic, Pitchfork Media, Rolling Stone, American Songwriter, PopMatters.
Альбом дебютировал на позиции № 59 в американском хит-параде Billboard 200, и на позиции № 11 в кантри-чарте Top Country Albums, с тиражом 5,500 копий в первую неделю. К апрелю 2016 года тираж составил 195,200 копий в США.

## Список композиций
| №                   | Название                   | Автор(ы)                                      | Длительность |
| ------------------- | -------------------------- | --------------------------------------------- | ------------ |
| 1.                  | «Turtles All the Way Down» | Sturgill Simpson                              | 3:08         |
| 2.                  | «Life of Sin»              | Simpson                                       | 2:26         |
| 3.                  | «Living the Dream»         | Simpson                                       | 3:52         |
| 4.                  | «Voices»                   | Simpson                                       | 2:47         |
| 5.                  | «Long White Line»          | Buford Abner                                  | 4:01         |
| 6.                  | «The Promise»              | Clive Farrington Michael Floreale Andrew Mann | 4:17         |
| 7.                  | «A Little Light»           | Simpson                                       | 1:40         |
| 8.                  | «Just Let Go»              | Simpson                                       | 2:32         |
| 9.                  | «It Ain't All Flowers»     | Simpson                                       | 6:44         |
| 10.                 | «Pan Bowl» (скрытый трек)  | Simpson                                       | 3:02         |
| Общая длительность: | Общая длительность:        | Общая длительность:                           | 34:29        |

## Участники записи
- Sturgill Simpson — вокал, акустическая гитара, микширование
- Miles Miller — ударные, бэк-вокал
- Laur Joamets — электрогитара, слайд-гитара
- Kevin Black — бас-гитара
- Miles Miller — ударные, перкуссия, бэк-вокал
- Mike Webb — клавишные, меллотрон
- Дэйв Кобб — гитара, продюсирование, перкуссия, инжиниринг, микширование

## Позиции в чартах
| Чарт (2014)                        | Высшая позиция |
| ---------------------------------- | -------------- |
| США (Billboard 200)                | 59             |
| США (Billboard Digital Albums)     | 22             |
| США (Billboard Independent Albums) | 6              |
| США (Billboard Top Country Albums) | 8              |

### Итоговый годовой чарт
| Чарт (2014)                       | Позиция |
| --------------------------------- | ------- |
| US Top Country Albums (Billboard) | 69      |
| Чарт (2015)                       | Позиция |
| Top Country Albums (Billboard)    | 36      |

## Сертификации
| Регион                                                                      | Сертификация | Продажи |
| --------------------------------------------------------------------------- | ------------ | ------- |
| США (RIAA)                                                                  | Золотой      | 500 000 |
| Данные о продажах + прослушиваниях приведены только на основе сертификации. |              |         |